# ليون براون (لاعب كرة قدم أمريكية)
ليون براون (بالإنجليزية: Leon Brown)‏ هو لاعب كرة قدم أمريكية أمريكي، ولد في 24 فبراير 1993 في ريفرديل بارك في الولايات المتحدة.